# Arauco domado (Lope de Vega)
Arauco domado es una tragicomedia publicada por Lope de Vega en 1625, donde describe la lucha del pueblo mapuche (llamado «arauco» por los españoles de la época) y las huestes hispanas. Es la dramatización del poema épico Arauco domado, de Pedro de Oña (1596), escrito a petición de la familia de García Hurtado de Mendoza, disconforme con el trato recibido por este de parte de Alonso de Ercilla en su poema La Araucana (1569, 1578 y 1589).

## Estructura
La obra tiene un acto único y ocurre en el mismo escenario que comparten españoles e indígenas.

## Descripción
La obra comienza con el arribo de García Hurtado de Mendoza el «Cesar cristiano» a las tierras chilenas y las noticias que de este tienen los indígenas. Muestra como contraparte en el mundo indígena las dudas de los mapuches sobre las acciones a tomar y el amor de Caupolicán y Fresia como pareja protagonista. El personaje cómico usual en las tragicomedias de Lope queda a cargo de Rebolledo, un soldado cobarde que es capturado por los indígenas, que desean comérselo, pero logra salvarse gracias a la indígena Gualeva que le salva porque desea conocer un soldado del bando español.
En la primera batalla los principales de cada bando se enfrentan personalmente y García Hurtado logra vencer a Caupolicán, el cual luego decide retirarse de la guerra pero el espíritu de Lautaro le pide volver. Tras varios enfrentamientos otro indígena llamado Galvarino termina capturado y García ordena que le corten las manos produciéndose un notable diálogo entre ellos.

Tu has hallado justos modos
de castigar y vencer;
pero quedan tantas manos
por las que cortas en mi
en los demás araucanos
que espero que por aquí
saldrán tus intentos vanos [...]
y así esta mano enemiga
que cortas de este valiente [...]
tantas manos nacerán
que las tuyas atarán.

Finalmente García se entera de una reunión de Caupolicán y algunos mapuches. Envía una partida de soldados y logra capturarlo para condenarlo a muerte. Fresia, la mujer de Caupolicán, no soporta tener un hijo de alguien que se deshonró con la captura, y tras recriminárselo, arroja su bebé a los pies de Caupolicán prisionero, matándolo.

¡Cobarde marido mío,
que el valor de Chile afrentas!
tú, que prenderte dejaste,
pudiendo morir sin ella [...]
¡tan afrentada estoy que mi marido seas,
que este hijo que de ti
entre mis brazos me queda,
por no tener de un cobarde
a mis ojos tan vil prenda
lo estrello en estos peñascos!

La obra termina con los consabidos vivas a los reyes de España, como en otras obras de Lope de Vega.